# Temni gospodar
V literaturi in fikciji je temni gospodar arhetip posebne vrste glavnega antagonista. Ta arhetip je značilen za fantastiko. Običajno gre za moške like, za katere sta značilna pohlep po moči in identifikacija s hudičem ali Antikristom. Delo Encyclopedia of Fantasy navaja, da je za temne gospodarje zelo značilno, da so »že davno poraženi, vendar ne uničeni«, in da sodelujejo pri »oskrunjenju dežele« ali drugih ritualih onečaščenja. Značilen temni gospodar je Alberich iz cikla Nibelungov prstan nemškega skladatelja Richarda Wagnerja. Drugi znani temni gospodarji so Sauron (iz Tolkienovega Gospodarja prstanov) in Morgoth (iz Tolkienovega Silmarilliona), Ineluki, kralj viharja, iz romanov Spomin, žalost in trn Tada Williamsa ter Mrlakenstein iz serije Harry Potter pisateljice J. K. Rowling. Iz filmov so znani arhetipi zlobnih vladarjev temna gospodarja Sitha Darth Vader in cesar Palpatin iz serije Vojna zvezd ter Skeksis iz filmaTemni kristal.
Philip Pullman meni, da arhetip temnega gospodarja v literaturi izraža prepričanje, »da je zlo v resničnem svetu običajno utelešeno v posamezniku in da mora ta biti na visokem položaju, da lahko učinkuje«, kar je v nasprotju s stališčem Hannah Arendt o banalnosti zla.